# Symplocos obovatifolia
Symplocos obovatifolia är en tvåhjärtbladig växtart som beskrevs av Elmer Drew Merrill. Symplocos obovatifolia ingår i släktet Symplocos och familjen Symplocaceae. Inga underarter finns listade i Catalogue of Life.